# 鄧夢鯉
鄧夢鯉，字克明、号春塘，福建德化县浔中土坂人，清朝政治人物、同進士出身。

## 生平
嘉庆十八年（1813年）癸酉科鄉試中舉。嘉庆二十四年（1819年），登已卯科进士，先后任湖南省永顺县、临武县知县，后擔任江浦县知縣。